# Тинтявоцветни
Тинтявоцветните (Gentianales) са разред покритосеменни растения от групата на астеридите.

## Семейства
- Apocynaceae (Олеандрови)
- Gelsemiaceae
- Gentianaceae (Тинтявови)
- Loganiaceae (Логаниеви)
- Rubiaceae (Брошови)